# Parc national des Piénines (Slovaquie)
Pour le parc polonais, voir Parc national des Piénines (Pologne).
Le parc national des Piénines (slovaque : Pieninský národný park) (abrev. PIENAP) est le plus petit des parcs nationaux slovaques. Il est connu en particulier pour les gorges de la rivière Dunajec. Il est frontalier avec la Pologne, et jouxte le parc national polonais des Piénines. C’est le plus petit parc national de Slovaquie avec une superficie de 37,49 km² et une zone tampon de 224,44 km². Le parc est situé dans les districts slovaques de Kežmarok et Stará Ľubovňa dans la région de Prešov.

## Géographie
Le parc est situé dans la chaîne de montagne des Carpates occidentales au Nord-Est de la Slovaquie. Il couvre l’Est des montagnes des Piénines à la frontière avec la Pologne. Les montagnes des Piénines dans leur ensemble couvrent une superficie de plus de 100 km². La partie orientale est située sur le territoire de la Slovaquie, la moitié occidentale appartient à la Pologne. La vallée de la rivière Dunajec marque la frontière entre la Slovaquie et la Pologne. Les monts Piénines ne sont pas particulièrement élevés, surtout dans la partie ouest de la chaîne. Le long du canyon, le point culminant du côté slovaque est le mont Holica avec 828 m. Le point culminant du parc national est Vysoké skalky avec 1050 m.

## Faune
Le parc national abrite des mammifères tels que l’ours brun, le loup, le lynx, le chamois, la loutre de rivière et la marmotte alpine. Sur les falaises rocheuses, les aigles nichent sur des endroits inaccessibles et plusieurs cigognes nichent dans la région du parc national. On peut également observer la rare chouette de l'Oural.

## Tourisme
Le parc national est connu pour son environnement naturel, surtout pour les gorges de la rivière Dunajec, qui est un lieu populaire de rafting et de randonnée. Le parc offre un folklore et une architecture traditionnels, en particulier le village de Červený Kláštor avec le musée de la culture nationale.

## Galerie

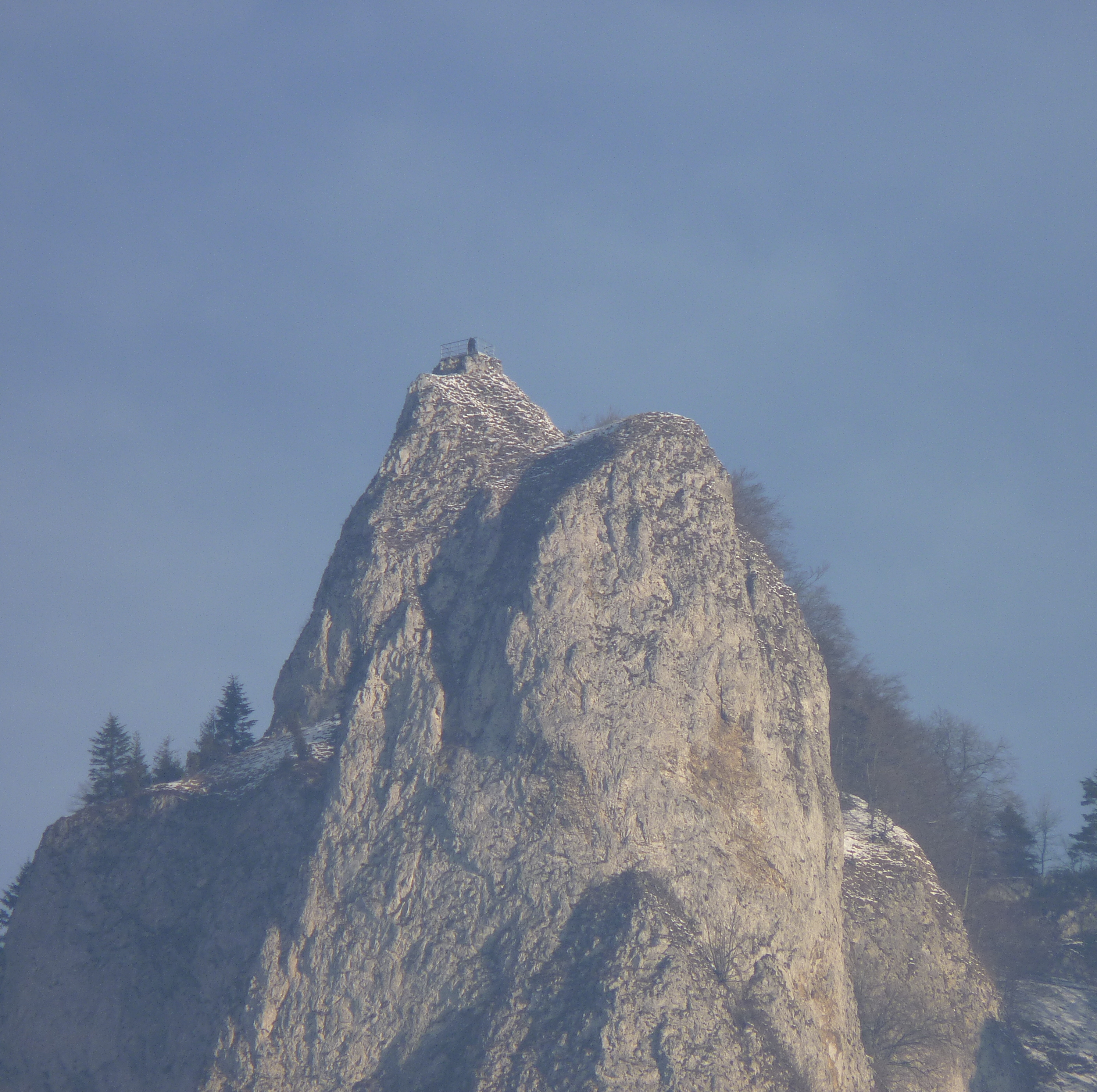
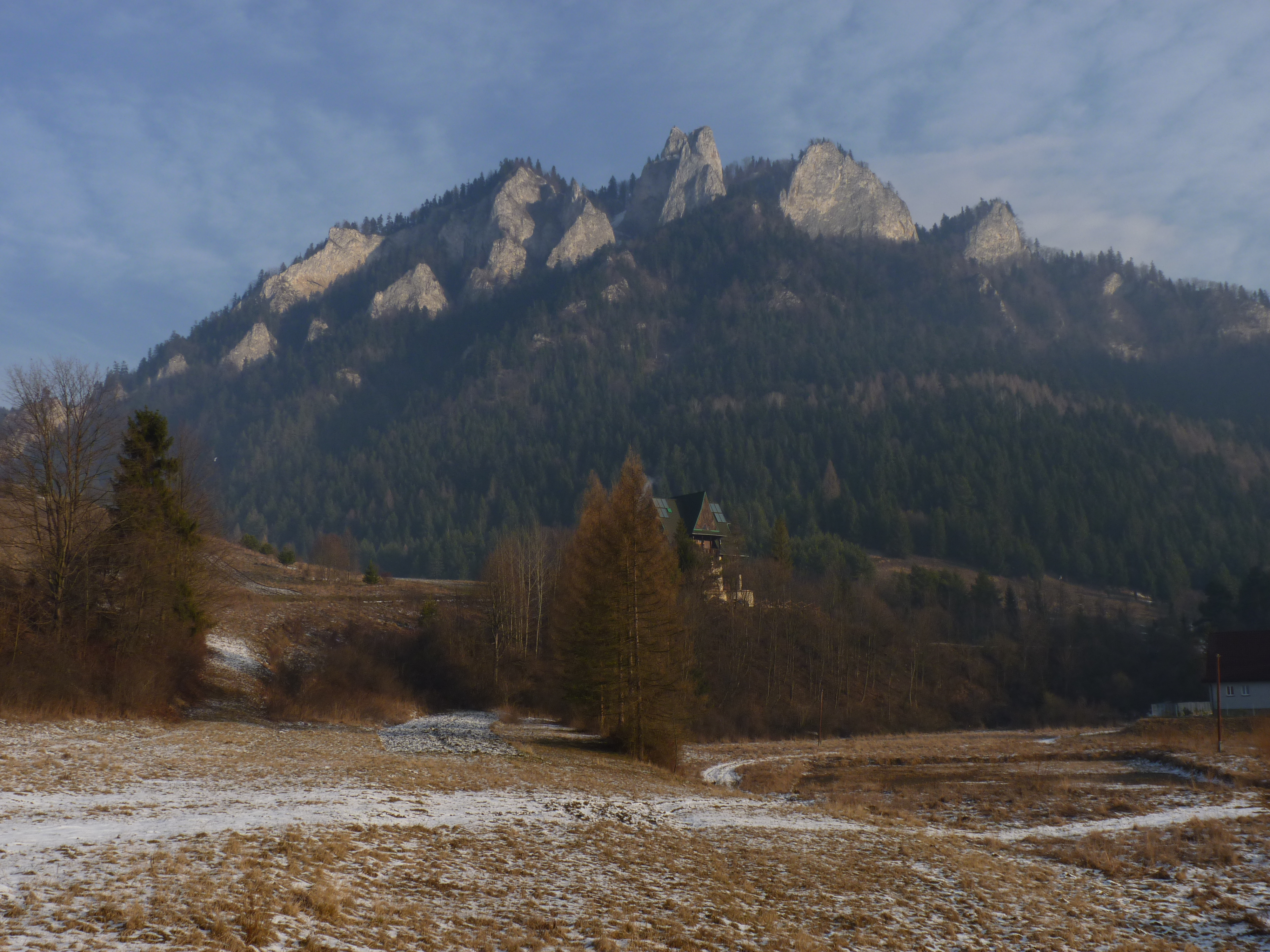
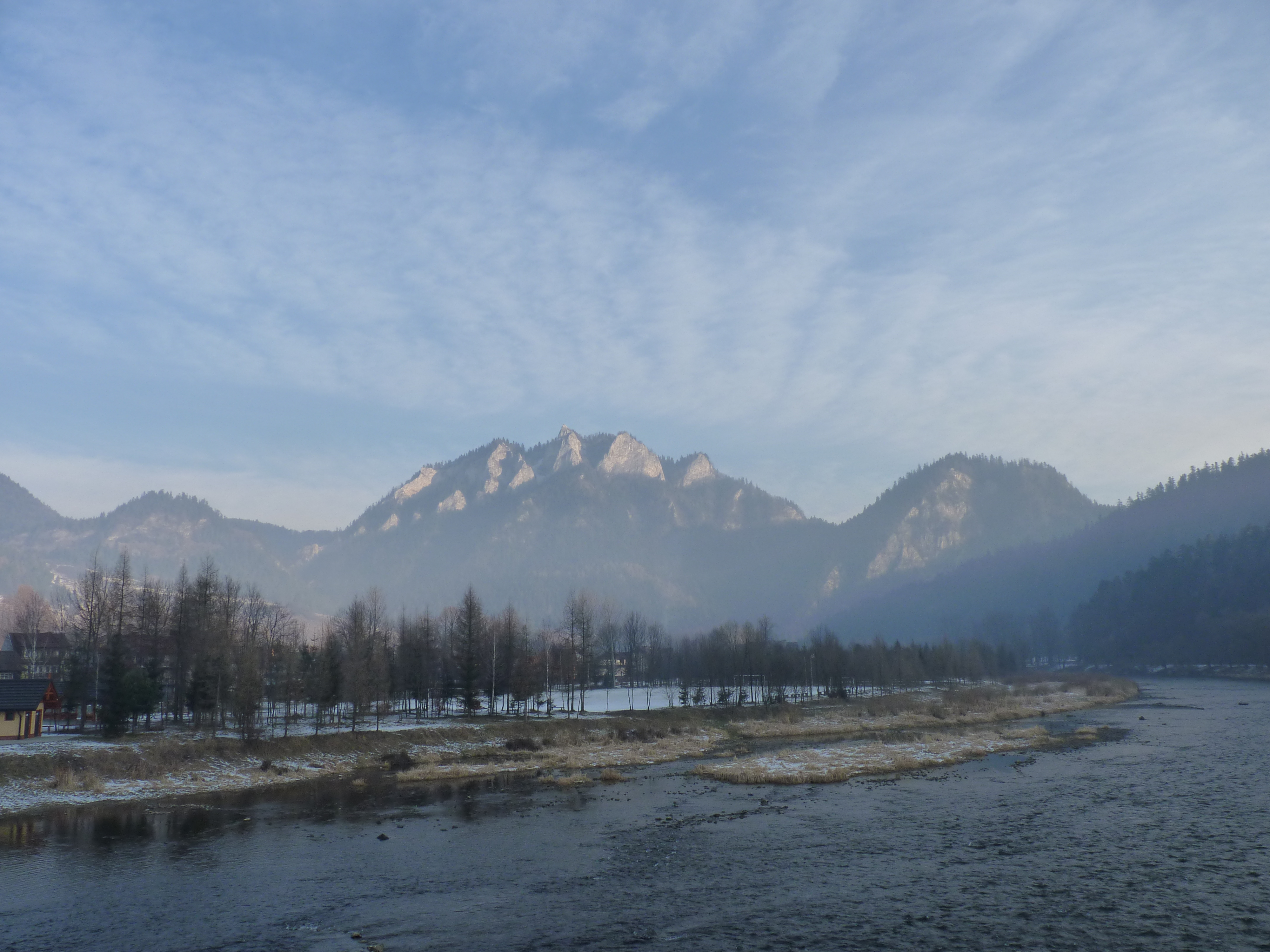
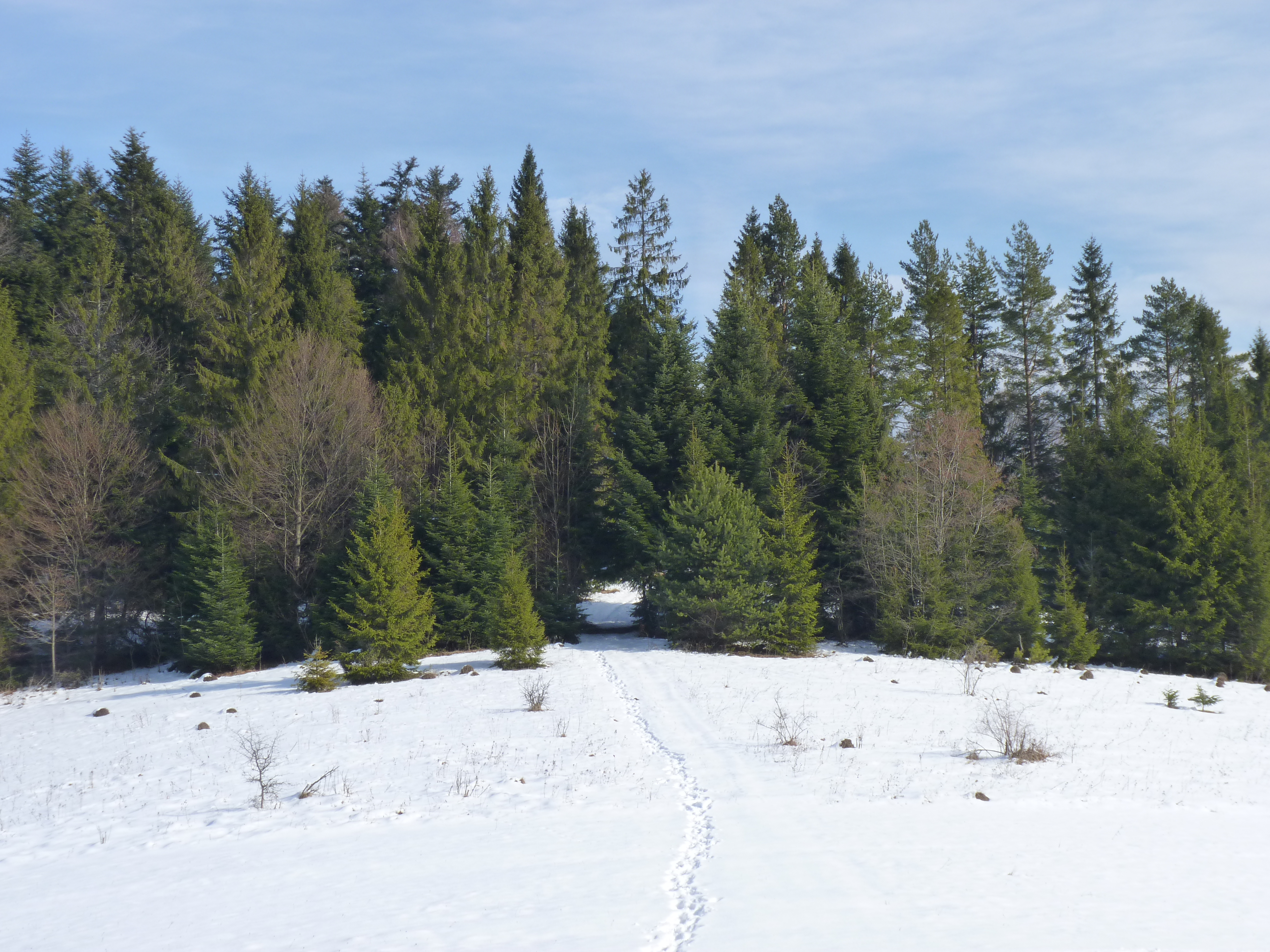
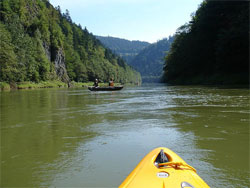
Rivière Dunajec